# Ray Fränkel
Ray Fränkel (n. en Paramaribo, Surinam, 15 de septiembre de 1982) es un futbolista surinamés naturalizado neerlandés. Juega en la posición de defensa. Es primo del también futbolista Purrel Fränkel. 

## Carrera profesional
Fränkel se formó en la cantera del SV Transvaal de su país natal. En 1998 pasó a formar parte de las divisiones menores del Feyenoord de Róterdam. En 2002 debutó profesionalmente en el FC Flora Tallin de Estonia. Regresó a los Países Bajos jugando tanto en clubes de la Eredivisie (Feyenoord, FC Groningen) como de la Eerste Divisie (Fortuna Sittard, HFC Haarlem) entre 2003 y 2007. También jugó en el Royal Antwerp de Bélgica y tras un breve paréntesis en el FC Lisse (Tercera división de Países Bajos), emigró a la Segunda división de Catar, concretamente al Al-Shahaniya. Fränkel ha regresado a Surinam, desempeñándose en su club de origen, el SV Transvaal, en la temporada 2013-14.

## Selección de Surinam
En noviembre de 2013, Fränkel disputó 2 partidos con la selección de Surinam, con motivo de la Copa ABCS.

## Clubes
| Club                       | País         | Año       |
| -------------------------- | ------------ | --------- |
| FC Flora Tallin            | Estonia      | 2001-02   |
| Feyenoord de Róterdam      | Países Bajos | 2002-03   |
| FC Groningen               | Países Bajos | 2003-05   |
| Fortuna Sittard (préstamo) | Países Bajos | 2004-05   |
| HFC Haarlem                | Países Bajos | 2005-07   |
| Royal Antwerp              | Bélgica      | 2007-10   |
| FC Lisse                   | Países Bajos | 2010-11   |
| Al-Shahaniya               | Catar        | 2011-13   |
| SV Transvaal               | Surinam      | 2013-act. |